# ルキウス・クィンクティウス・フラミニヌス
ルキウス・クィンクティウス・フラミニヌス（ラテン語: Lucius Quinctius Flamininus、紀元前230年頃 - 紀元前170年）は、紀元前3世紀末から紀元前2世紀初頭にかけての、共和政ローマの政務官。紀元前192年に執政官（コンスル）を務めた。

## 出自
フラミニヌスはパトリキ（貴族）であるクィンクティウス氏族の出身。ノーメン（氏族名）のクィンクティウスは、プラエノーメン（第一名、個人名）のクィントゥス（数字の5）に由来する。何人かの古代の著述家は、クィンクティウス氏族の歴史は初代ローマ王ロームルスの時代に遡り、ルペルカーリア祭との関連を述べている。ティトゥス・リウィウスによれば、ローマ第三代王トゥッルス・ホスティリウスの時代にセルウィリウス氏族、ゲガニウス氏族、クリアティウス氏族、クロエリウス氏族、トゥッリウス氏族と共にアルバ・ロンガから移住したとする。カピトリヌスのファスティには、紀元前471年にティトゥス・クィンクティウス・カピトリヌス・バルバトゥスが氏族最初の執政官となって以来、継続的にクィンクティウス氏族出身の執政官が記録されている。
フラミニヌスの家系に関しては、父のプエノーメンがティトゥス、祖父がルキウスであることが分かるのみである。父と祖父に関しては名前以外は分からない。フラミニヌスの父は神官（フラーメン）であり、このためその子孫がフラミニヌスのコグノーメン（第三名、家族名）を名乗ったとの仮説がある。ドイツの歴史学者H・グルンデルが作成した家計図によれば、多くが推測に基づくものではあるが、紀元前208年の執政官（コンスル）ティトゥス・クィンクティウス・クリスピヌスはフラミニヌスのいとこである。
フラミニヌスには紀元前229年または紀元前228年生まれの弟ティトゥス・クィンクティウス・フラミニヌスがいた。このため兄が父の、弟が祖父のプラエノーメンを引き継いだことになる。ティトゥスのほかに弟、あるいは姉妹がいたかは不明である。フラミニヌス本人が生まれたのは紀元前230年と考えられている。

## 経歴

### 初期の経歴
フラミニヌスが最初に記録に登場するのは、紀元前213年にプブリウス・フリウス・ピルスの死去に伴って鳥占官に就任したときである。紀元前230年の生まれとするとこのとき17歳ということになり、このため何人かの研究者はフラミニヌスの誕生年に疑問を呈している。グルンデルは、このときは第二次ポエニ戦争の最中で、大人たちはほぼ全てが軍人となっており、友人であったクィントゥス・ファビウス・マクシムス（後のローマの楯）やマルクス・クラウディウス・マルケッルス（後のローマの剣）の支援もあったであろうことから、17歳でのアウグル就任は不思議ではないとする。また、名門パトリキであるマクシムスは10歳でアウグルに就任している。
フラミニヌスのクルスス・ホノルム（名誉のキャリア）としての第一歩は紀元前201年、ハンニバルとの戦争が終了した年のものである。フラミニヌスは上級按察官（アエディリス・クルリス）に就任している。同僚の上級按察官はルキウス・ウァレリウス・フラックスであった。両者は壮大な競技会を開催し、「市民にスキピオ・アフリカヌスがアフリカから持ち帰った大量の穀物を分配した」。おそらくこの手段で市民の人気を獲得し、翌年末の選挙でフラミニヌスとフラックスは共に法務官（プラエトル）に当選した。
この間に弟のティトゥスは紀元前205年から紀元前204年、あるいはもっと後まで、法務官代理（プロプラエトル）としてタレントゥム（現在のターラント）の司令官を務め、紀元前198年には執政官（コンスル）に就任した。正規の法務官（プラエトル）を経験せず、また30歳前に執政官に選出されることは異例であった。なぜこのようなことが可能となったのかに関して、歴史学者の意見は一致を見ていない。第二次ポエニ戦争中にクィンゥティウス氏族の果たした役割の大きさ、あるいはティトゥスも兄と同じくファブウス派、マルケッルス派双方から支持を得ていたためであろう。結果として、兄と弟の政治的地位は逆転したこととなる。

### バルカン半島

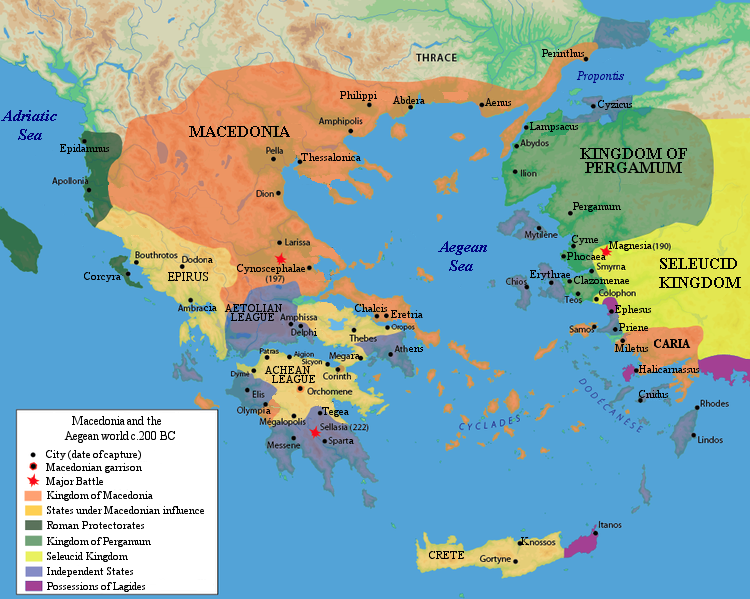
紀元前200年頃のバルカン半島南部

紀元前200年から、ローマはマケドニアとの戦争を始めていた。紀元前198年に執政官となった弟ティトゥスは、軍の指揮のために早々にバルカン半島へと渡った。その少し後、フラムニヌスも戦場へと派遣され、艦隊と沿岸警備を任された。フラミニヌスの肩書きはレガトゥス（副司令官）であり、ガイウス・リウィウス・サリナトル またはルキウス・アプスティウス・フッロと交代した。
五段櫂船二隻と共にペロポネソス半島を回ってピレウスに到着し、フラミニヌスはそこを根拠とするローマ艦隊の指揮をとることとなった。その後ローマと同盟したペルガモンとロードスの戦力も併せ、エウボイア島のエレトリアを包囲した。土地の住民はペルガモンのアッタロス1世と降伏交渉を行っていたが、ローマ軍は夜襲を行ってこれを占領した。続いてカリストス（en）も降伏した。すなわち、連合軍は数日の間にエウボアで最も有名な二つの都市国家を降伏させたことになる。
さらに、フラミニヌス、ペルガモン、ロードス連合軍はコリントスを包囲した。すぐに、この戦争中に態度を変えたアカイア同盟も彼らに加わった。にもかかわらず、コリントスとマケドニアの守備兵は強力に抵抗し、さらにはフィロクレスがマケドニア兵1500を率いて救援にかけつけると、包囲戦の成功の可能性は少なくなった。フラミニヌスはそれでの包囲の継続を主張したが、敵が攻勢に出た場合にはそれに対処できないため、最後には撤退に同意した。ローマ艦隊はケルキラ島で冬営に入った。その冬あるいは紀元前197年の早春に、フラミニヌスは10隻の五段櫂船を率いてアンティキラにいた弟のところに向かい、シキュオーンまで運んだ。兄弟はアッタロスとアカイア同名の戦略家であるとニコストラトスと共にアルゴリスに行き、スパルタ王であるナビスと会談をもった。
紀元前197年の春、元老院はバルカン半島におけるフラミニヌス兄弟の権限を拡大した。ティトゥスは陸上で、ルキウスは海上での軍事行動に責任を負うこととなった。ルキウスに与えられた使命は、依然としてマケドニア人を支持していたギリシアの唯一の地域であるアカルナニアを征服することであった。彼はレフカダにアカルニア議会を招集し、ローマとの同盟に関する法令の採択させようとした。しかしその後、議会は混乱し、マケドニアを支持する者たちが多数となった。このためルキウスはレフカダを包囲し、突入した。数日後にティトゥイスがキュノスケファライでマケドニアに大勝した（キュノスケファライの戦い）との知らせが届き、全アカルナニアが降伏した。
フラミニヌスは紀元前194年までギリシアに留まった。紀元前196年の彼の活動に関しては、資料が残されていない。しかし、グンデルはフラミニヌス家の長男として、マケドニアとの講和条約の締結とイストミア大祭での弟ティトスの「ギリシアの自由」宣言に同席していたと推察している。紀元前195年、フラミニヌスはナビスとの戦いに参加した。40隻からなる艦隊を率いてラコニアの海岸を制圧し、ペルガモンとロードスの艦隊と共に、ナビスの海軍の基地であるギュティオンを包囲した（ナビス戦争）。その後街の外での勝利はいくつかあったが、ティトウスが4000からなる一個軍団を率いて到着したことで、連合軍の勝利は決定的なものになった。その後ルキウスは内陸に進んでスパルタを包囲し、ナビスにローマが出した条件での講和を強要した後に船に戻った。
紀元前194年春、フラミニヌスはイタリアに戻り、オリクからブルンディジウムへのローマ軍の輸送を監督した。弟のティトィスは壮大な凱旋式を虚構したが、この式典にはマケドニア戦争に参加したすべての軍隊が参加したので、フラミヌムスもそこにいたと推測される。

## 執政官
紀元前193年、フラミニヌスは執政官に立候補した。選挙戦は激しいもので、パトリキ候補としてはフラミニヌス、グナエウス・マンリウス・ウルソ、プブリウス・コルネリウス・スキピオ・ナシカの三人が争った。スキピオはプレブス候補者のガイウス・ラエリウスと共闘し、従兄弟のスキピオ・アフリカヌスの支援を受けた。フラミニヌスは弟のティトスの支援を受けたため。その結果、選挙戦は2人の著名な政治家の対立に発展した。

すべての人々の目はフラミニヌスとスキピオ・ナシカに向けられていた。しかし、この選挙を最も激烈なものにしたのは、この二人の候補者の兄弟であった。スキピオ・アフリカヌスの方がより素晴らしい評判を得ていたが、その素晴らしさゆえに嫉妬に晒されていた。またスキピオ・アフリカヌスの栄光は10年も前のことであり、偉人とて畏敬の念が薄れてしまう傾向は否めない。一方でティトス・クィンクティウス・フラミニヌスは、この年に凱旋式を挙行していたのだ。
リウィウス『ローマ建国史』XXXV, 10, 4-6

結果、フラミニヌスが勝利した。投票を取りまとめた紀元前193年の元老院と執政官ルキウス・コルネリウス・メルラはナシカを支持していたのだが、口を挟むことはできなかった。プレブス執政官にはグナエウス・ドミティウス・アヘノバルブスが当選した。元老院はフラミニヌスの担当地としてガリア・キサルピナを与えた。リウィウスのみがその他の出来事を語っているが、2つの資料を参考にしているため矛盾が生じている。ある箇所ではフラミニムスのガリア到着に先立ち、彼の前任者であるクィントゥス・ミヌキウス・テルムスがリグリアでの戦闘に勝利しており、フラミニムスはリグリアを通って任地であるガリアに向かいボイイ族と戦ったとする。別の箇所では、ガリアのことには触れておらず、フラミニムスがリグリアで戦ったとのみ記されている。
フラミニムスは年末にはローマに戻り、翌年の執政官選挙を行った。スキピオ・ナシカはまたも立候補し、今回は当選した。もう一人の当選者はマニウス・アキリウス・グラブリオであった。その後、フラミニヌスは元老院を代表して軍を編成した。この軍がどこに派遣されるかに関する公式な発表はなかったが、セレウコス朝のアンティオコス3世がバルカン半島に上陸しており、それに対するものであることは明らかであった。
グラブリオが新たな戦争の指揮を執った。フラミニヌスはレガトゥスとしてこの軍に加わった。ほかにも著名な人物が多数参加している。ティトゥス・クィンクティウス・フラミニヌス、スキピオ派からはティベリウス・センプロニウス・ロングス、ルキウス・コルネリウス・スキピオ（後のスキピオ・アシアティクス）、反スキピオ派からはルキウス・ウァレリウス・フラックス、マルクス・ポルキウス・カト・ケンソリウス（大カト）などである。この戦争に関してフラミニヌスの名前が出てくるのは一度だけであるため、彼がどの程度バルカン半島に留まっていたのかは不明である。グンデルの推察では、彼は紀元前188年の戦争終了時にはすでにローマに戻っていた可能性があるが、紀元前191年にはグラブリオの指揮下でのテルモピュライの戦い、また紀元前191年にはスキピオ・アシアティクスの指揮下でマグネシアの戦いに参加していたと思われる。

## 元老院からの追放とその後
次にフラミニヌスが登場するのは紀元前184年のことである。この年のケンソルは大カトとルキウス・ウァレリウス・フラックスであったが、彼ら二人は紀元前189年にも立候補しており、このときはティトス・クィンクティウス・フラミニヌスとマルクス・クラウディウス・マルケッルスのコンビに敗れていた。今回はカトとフラックスはクィンクティウス一派を攻撃しはじめた。フラックスは自身を元老院筆頭に任じた。これに対してティトス・クィンクティウス・フラミニヌスは自分が最高齢の元ケンソルであるとしてその地位を主張したが、フラックスは無視した。そして元老院名簿から7名を除名したのである。フラミニヌスはその一人であった。
この追放の理由に関して、古代の歴史家の記述は一致していない。リウィウスは、大カトの演説を引用して次のように述べている。フラミニヌスにはフィリポスというカルタゴ人の男を大金を支払って愛人としていたが、執政官としてガリアに赴く際に彼も連れて行こうとした。フィリポスはそれでは剣闘士の試合が見られないと文句を言っていたが、ある日フラミニヌスはボイイ族が交渉のために派遣した使節の一人をフィリポスの眼前で自ら殺害してみせた。ウァレリウス・アンティアスの説はもう少し柔らかい。フィリポスの代わりにフラミニムスが「気を失うほど恋をしていた」という、ある種の「放蕩女性」が登場する。プラケンティアの祭りの際に、彼女は人が斬首されるところを見たことがないので、ぜひ見たいといった。そこでフラミニヌスは死刑囚の一人を連れてくるように命じ、自ら斧を使って斬首した。キケロ とウァレリウス・マクシムス もアンティアヌスの説を繰り返している。プルタルコスは、大カトの演説は誇張であるとして、三番目の説をあげている。ある夕食のときにフラミニムスの愛人の少年が、「自分は剣闘士の試合が見られないし人が殺されるのも見たことがない」と言ったところ、フラミニヌスは直ちに死刑囚を連れてこさせ、リクトル（護衛官）に首をはねさせた。
この大カトの演説の全文はリウィウスの時代までは残っており、リウィウスは「非常に鋭い」と称している。残念ながら現在まで残っているのは一節だけである「フィリポスよ、愛と欲望は同じものとは程遠い。一つは善であり、もう一つは悪である」。

カトーは演説の最後に、「もしフラミニヌスが告訴を否定したならば、安全を保証してて裁判にかけるという選択肢を与えた。しかし彼が告訴を認めたとしても、ワインと欲望に狂って宴席で人の血を流し自分を楽しませせるような人物に対し、誰がその恥辱を悲しむと思ったのだろうか？」と述べた。
リウィウス『ローマ建国史』XXXV, 10, 4-6

プルタルコスはフラミニヌス兄弟が何故除名されなければならなかったのかと民衆に上訴（プロウォカティオ）したものの、大カトはこのアピールを受け、フラミニヌスに面と向かって不祥事が本当かどうか問いただし、フラミニヌスは答えることが出来なかったとしているが、ケンソルの譴責は再審査されることはないために、この記述に対して歴史家達は疑問を呈している。ただ、大カトのこの行動に対して大衆が一致して支持したわけではない。プルタルコスによると、元老院議員は最前列で見る名誉を与えられていたが、フラミニヌスがある見世物を貧しい人々に交じって後ろの方で観劇していたため、これに気づいた観客は憐れに思い、彼に前に出るように叫び続けた。ついには前の方で観劇していた執政官クラスの人々が席を譲ったという。
その後フラミニヌスに関する記録はなく、紀元前170年に死去した。弟のティトゥスは紀元前174年頃に没しているので、数年間は長生きしたことになる

## 子孫
フラミニヌスの子孫に関する確実な資料はない。グンデルはティトゥス・クィンクティウス・フラミニヌス (紀元前150年の執政官)は息子であるとしているが、他の歴史家は甥であると考えている。

## 評価
古代の歴史家達はフラミニヌスの人格について否定的な評価をしているが、これは彼が元老院から除名されたためである。弟のティトゥスを称賛しているプルタルコスは、フラミニヌスはティトスとは全く似ておらず「特に......快楽に対する彼の恥ずべき嗜好と良識に対する完全な軽蔑」と記している。リウィウスはガリアでの彼の行動のどちらが真実かは分からないとしながらも、いずれにせよ「怪物的」であるとした。キケロは「老年について」という論説の中で、大カトを代弁して「政治的不名誉と私生活の中で恥が組み合わさった下劣...情熱の欠如」と書いている。
歴史学的には、フラミニヌスと弟ティトスの関係が注目されている。政治歴においても明確な業績は見当たらず、海軍の司令官を務めたことだけである。

## 参考資料

### 古代の資料
- アウレリウス・ウィクトル『ローマ氏族の起源』
- ウァレリウス・マクシムス『有名言行録』
- カピトリヌスのファスティ
- ティトゥス・リウィウス『ローマ建国史』
- プーブリウス・オウィディウス・ナーソー『祭暦』
- プルタルコス『対比列伝』
- ポリュビオス『歴史』
- キケロ『老年について』

### 研究書
- Kvashnin V. State and legal activity of Mark Portia Cato the Elder. - Vologda: Russia, 2004 .-- 132 p.
- Trukhina N. Politics and Politics of the Golden Age of the Roman Republic. - M .: Publishing House of Moscow State University, 1986. - 184 p.
- Astin A. Cato Cenzor. - Oxford, 1978.- 392 p.
- Badian E. The Family and Early Kareer of T. Quinctius Flamininus // JRS. - 1971. - S. 102-111 .
- Broughton R. Magistrates of the Roman Republic. - New York, 1951. - Vol. I. - P. 600.
- Gundel H. Quinctius // Paulys Realencyclopädie der classischen Altertumswissenschaft . - 1963. - T. XXIV, 1 . - S. 987-997 .
- Gundel H. Quinctius 42 // Paulys Realencyclopädie der classischen Altertumswissenschaft . - 1963. - T. XXIV, 1 . - S. 1039-1040 .
- Gundel H. Quinctius 43 // Paulys Realencyclopädie der classischen Altertumswissenschaft . - 1963. - T. XXIV, 1 . - S. 1040-1047 .
- Gundel H. Quinctius 45 // Paulys Realencyclopädie der classischen Altertumswissenschaft . - 1963. - T. XXIV, 1 . - S. 1047-1100 .
- Gundel H. Quinctius 46 // Paulys Realencyclopädie der classischen Altertumswissenschaft . - 1963. - T. XXIV, 1 . - S. 1100 .
- Kienast D. Cato der Zensor. Seine Persönlichkeit und seine Zeit. - Heidelberg: Quelle & Meyer, 1954 .-- 170 p.
- Münzer F. Römische Adelsparteien und Adelsfamilien. - Stuttgart, 1920 .-- P. 437.
- Pfeilschifter R. Titus Quinctius Flamininus. Untersuchungen zur römischen Griechenlandpolitik. - Göttingen: Vandenhoeck & Ruprecht, 2005 .-- ISBN 3-525-25261-7 .